# Альфред Бонер
Альфред Бонер (нім. Alfred Boner; 2 січня 1902, Берлін — 5 березня 1988, Раудерфен)— німецький офіцер, генерал-майор люфтваффе. Кавалер Лицарського хреста Хреста Воєнних заслуг з мечами

## Біографія
1 січня 1921 року поступив на службу в рейхсвер. До кінця жовтня 1928 року служив офіцером в роті 3-го (прусського) батальйону зв'язку в Потсдамі. Одночасно з серпня 1922 по липень 1923 року навчався у Мюнхенській піхотній школі, пройшов курс артилериста в Ютебозі і з 15 грудня 1924 по 30 квітня 1925 року пройшов авіаційну підготовку в Берліні-Штаакені. 31 жовтня 1928 року офіційно вийшов у відставку і з 1 листопада 1928 по 31 березня 1930 року проходив підготовку авіаційного спостерігача в секретній авіашколі в Липецьку. 1 квітня 1930 року повернувся на службу в свій батальйон. З травня 1933 до кінця червня 1935 року служив у Імперському міністерстві оборони, а з жовтня 1934 до кінця червня 1935 року — в Імперському управлінні авіації. Одночасно з травня 1933 до кінця червня 1935 року навчався на помічника водія. З 1 липня 1935 до кінця вересня 1937 року — консультант начальника Імперського управління авіації. З 1 жовтня 1937 року — керівник групи і офіцером генштабу при начальникові відділу зв'язку.
З 1 червня по 31 грудня 1939 року — начальник відділу зв'язку в керівному штабі люфтваффе при ОКЛ. З 1 січня 1940 до кінця липня 1942 року — керівник частин зв'язку 2-го авіакорпусу, одночасно з 15 серпня 1940 року — командир 32-го авіаційного полку зв'язку. З 1 серпня 1942 по 15 вересня 1943 року — керівник частин зв'язку 12-го авіакорпусу і командир 42-го авіаційного полку зв'язку. З 16 вересня 1943 по 8 лютого 1944 року — вищий керівник частин зв'язку авіаційного командування «Центр», з 9 лютого 1944 по 12 травня 1945 року — на аналогічній посаді в Імперському авіаційному командуванні.
З 13 травня по 14 липня 1945 року — офіцер зв'язку ОКВ в штабі Дуайта Ейзенхауера. 13 липня заарештований, до 1947 року утримувався в британському полоні. До 1980 року разом із дружиною займався торгівлею будівельними матеріалами в Раудерфені.

## Нагороди
- Медаль «За вислугу років у Вермахті» 4-го, 3-го і 2-го класу (18 років)
- Медаль «У пам'ять 1 жовтня 1938» із застібкою «Празький град»
- Залізний хрест 2-го і 1-го класу
- Хрест Воєнних заслуг 2-го і 1-го класу з мечами
- Лицарський хрест Хреста Воєнних заслуг з мечами (20 квітня 1945)